# Каракуль (озеро, Кош-Агачский район, Бельтирское сельское поселение)
Каракуль — озеро на юго-востоке Республики Алтай. Административно относится к Бельтирскому сельскому поселению Кош-Агачского района.

## Этимология
Кара-Кӧл от алт. Кара — чёрный, и кӧл — озеро. Буквально чёрное, возможно родниковое озеро.

## Описание
Озеро расположено на высоте 2325 м над уровнем моря, в Алтайских горах, в долине Южно-Чуйского хребта. Имеет родниковое питание, из озера вытекает протока, впадающая в реку Аккол которая в свою очередь протекает через озеро Аккуль.